# 産業社会と人間
産業社会と人間（さんぎょうしゃかいとにんげん）は、日本の高等学校に設けられることのある科目の1つであり、総合学科高校でよく見られる。

## 概要
学習指導要領の上では学校設定教科に属する科目にあたる。総合学科の課程では原則としてすべての生徒が入学年次に履修する。標準単位数は2-4単位。
1999年3月告示、2003年度より実施の現行学習指導要領によると、「産業社会における自己の在り方生き方について考えさせ、社会に積極的に寄与し、生涯にわたって学習に取り組む意欲や態度を養うとともに、生徒の主体的な各教科・科目の選択に資する」として、以下の3つの内容について指導するよう明記している。
- 社会生活や職業生活に必要な基本的な能力や態度及び望ましい勤労観，職業観の育成
- 我が国の産業の発展とそれがもたらした社会の変化についての考察
- 自己の将来の生き方や進路についての考察及び各教科・科目の履修計画の作成

学習指導要領に基づいて各学校では、自己理解や進路学習に関する講義、職業体験実習、外部講師の講演などの授業実践をおこなっている。
実際の授業では「自己の将来の生き方や進路についての考察及び各教科・科目の履修計画の作成」が主であり、次年度の履修計画作成のためのガイダンスや受験生であれば受験科目及び志望校を明確なものにしていくために時間を設けられている。次年度の履修計画では各総合学科の高校によって異なるが、十分な時間と知識がない中で決めなければならない（特に高校１年時）ので、自身の将来について（希望職種・受験科目・大学入学共通テスト受験の有無等）を普通科の生徒以上に把握しておく必要がある。

## 科目の歴史
1993年に総合学科の構想が文部省から発表された。総合学科の内容を具体的に明らかにした1993年3月22日付の文部省通達（文初職第203号 平成5年3月22日 文部省初等中等教育局長通知『総合学科について』）で、教科「産業社会と人間」の内容が通達された。
通達によると、教科の設置形態は、当時の学習指導要領の「その他特に必要な教科に関する科目」として設置し、標準単位数は2-4単位とすることを明示した。また担当教員は「特定の教科に相当しないものにあっては免許状の教科を問わず指導するものとし、特別な知識・技術を必要とする内容の学習を行う場合には当該学習内容と関連の高い教科の免許状を有する者が中心となり、複数の教員によるティームティーチングによって指導する」（通達より）と明示した。授業内容については「職業と生活」「我が国の産業の発展と社会の変化」「進路と自己実現」の3つを柱にすることを明示した。